# Capniella nodosa
Capniella nodosa är en bäcksländeart som beskrevs av František Klapálek 1920. Capniella nodosa ingår i släktet Capniella och familjen småbäcksländor. Inga underarter finns listade i Catalogue of Life.